# Callistethus picturatus
Callistethus picturatus är en skalbaggsart som beskrevs av Candeze 1869. Callistethus picturatus ingår i släktet Callistethus och familjen Rutelidae. Inga underarter finns listade.